# أولي جونستون
أولي جونستون (بالإنجليزية: Ollie Johnston) هو محرك صور متحركة ‏ وفنان ومخرج أمريكي، ولد في 31 أكتوبر 1912 في بالو ألتو في الولايات المتحدة، وتوفي في 14 أبريل 2008 في سيكيم في الولايات المتحدة.

## وصلات خارجية
- الموقع الرسمي
- أولي جونستون على موقع IMDb (الإنجليزية)
- أولي جونستون على موقع ألو سيني (الفرنسية)
- أولي جونستون على موقع أول موفي (الإنجليزية)
- أولي جونستون على موقع قاعدة بيانات الأفلام السويدية (السويدية)
- أولي جونستون على موقع قاعدة بيانات الفيلم (الإنجليزية)
- أولي جونستون على موقع كينوبويسك (الروسية)